# Mosaic de la meseta de Mandara
El Mosaic de la Meseta de Mandara és una ecoregió localitzada en Nigèria del nord i Camerun del sud. Es troba en les Muntanyes Mandara en la frontera entre Nigèria del nord i Camerun del sud, una àrea amb una estació humida llarga de maig a octubre.
L'àrea fou en el passat llar d'un nombre de plantes rares i endèmiques. Els problemes de la regió provenen de l'agricultura intensa i inclouen el pasturatge intens, la recollida de llenya i la crema, que han eliminat gairebé tota la coberta arbòria de la regió. No hi ha àrees protegides.
Les precipitacions de 900 a 1100 mm minven a la plana, fins a la ciutat de Maroua, a 750 mm, abans dels episodis de sequera de finals de segle xx.

## Geologia
La serralada Mandara està formada per antics granits, i un sector de roques volcàniques (Zona de Rhumsiki), però no amb el predomini volcànic de les muntanyes del Camerun més al sud-oest. El clima dels granits produeix un sòl relativament estèril. No obstant això, també hi ha àrees de sòls argilosos més fèrtils. Mentre que l'activitat agrícola es realitza de manera més intensa a les planes, àmplies zones agrícoles també afecten els vessants de les muntanyes.
La serralada està fortament dividida en petits massissos de granit ruiniformes que envolten una sèrie d'altiplans interiors, la serralada de Mandara culmina a les muntanyes d'Oupay a 1492 m.

## Biodiversitat
Sovint el massís es considera com un refugi per a diverses espècies de plantes i fauna salvatge. Aquesta àrea és fràgil i vulnerable, i s'enfronta a greus amenaces derivades del canvi d'ús del sòl, de l'explotació insostenible dels recursos naturals, de la desertificació i del canvi climàtic. Estudis recents en boscs sagrats van representar aquests tipus d'ús de la terra com a estratègies indígenes que poden ajudar a resoldre aquests problemes ambientals.

## Flora
Hi ha algunes espècies de muntanya i una sèrie d'espècies submontanes en la seva flora. Els punts més alts, entre 1.200 m 1.494 m, contenen una barreja d'espècies Sudanianes i Afromontanes, com el gran "arbre" suculent Euphorbia desmondi, Olea hochstetteri i Pittosporum viridiflorum. El mosaic de la Meseta de Mandara, situat al límit nord de la cadena muntanyenca nigeriana / camerunesa, té una llarga història d'assentaments humans. La regió és una de les zones amb més diversitat ambiental, agrícola i ètnica de l'Àfrica occidental.
En un estudi es van mesurar un total de 182 plantes llenyoses, que pertanyien a 21 espècies, 18 gèneres i 12 famílies. La família més rica és Combretaceae amb 5 espècies, seguida de Caesalpiniaceae i Mimosaceae (3 espècies cadascuna). L'anàlisi dels índexs de diversitat d'espècies mostra una biodiversitat relativa important i l'estructura de la vegetació va mostrar una alta incidència de diàmetre petit en les espècies vegetals.

## Fauna
La regió té tres espècies de rèptils endèmiques conegudes, el camaleó de la Muntanya Lefo (Chamaeleo wiedersheimi), Mabuya langheldi i el dragó de paret africà (Tarentola ephippiata).

### Rapinyaires
Les poblacions de rapinyaires va ser estudiades durant la segona meitat del segle xx. S'han observat sis espècies de voltor a la conca del llac Txad, que conté les Muntanyes Mandara. No s'ha observat recentment una setena espècie, Gypohierax angolensis. Segons Salvan (1967), no existeix cap registre per a la zona saheliana i sudanesa des de principis del segle xx. La seva presència, no obstant això, a les muntanyes Tibesti o Ennedi, no confirmada, és probable segons Salvan (1967). Segons els estudis s'ha detectat la presència en la conca de les següents espècies:
1. Gyps rueppellii
2. Gyps africanus
3. Necrosyrtes monachus (Maroa - Plana de les Muntanyes Mandara)
4. Aegypius accipitalis
5. Torgos tracheliotos
6. Neophron percnopterus (Pic Rumsiki - Serralada de Mandara)

## Història

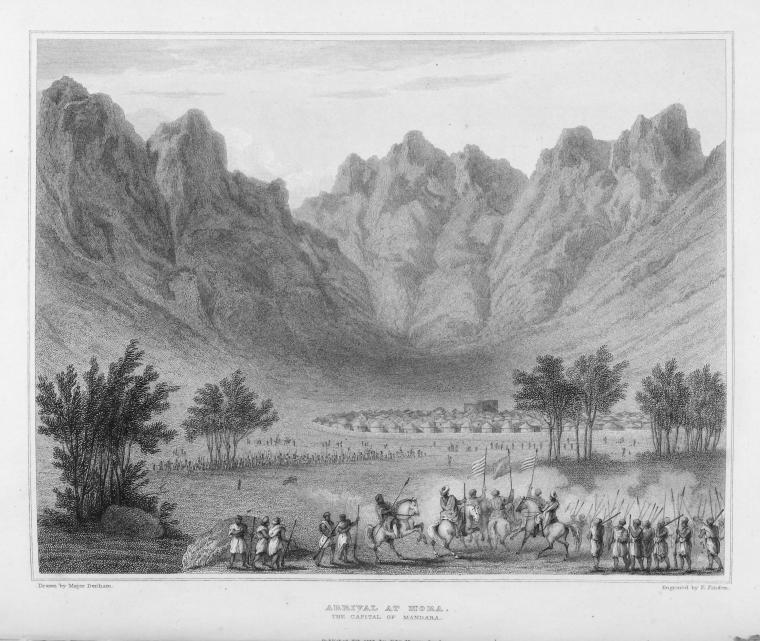
Arribada a Mora. La llavors capital de Mandara. De "Narrative of travels and discoveries in Northern and Central Africa", en els anys 1822, 1823 i 1824. Vol I i II (publicat en 1826).

Durant molts segles, els nombrosos grups ètnics muntanyencs d'aquesta regió han tractat amb els estats sudànics de les planes. El Regne de Mandara tingué una llarga vida en mans d'aquests grups ètnics, que han sobreviscut a la invasió i al comerç, la jihad del segle xix, la colonització i l'administració alemanya, francesa i britànica del segle xx, la Lliga de les Nacions i els territoris de confiança de les Nacions Unides i la seva incorporació a les nacions independents del Camerun i Nigèria. Malgrat les crisis financeres mundials, les fams causades per la llagosta recentment a la dècada de 1930, de vegades brutals polítiques d'impostos i re-assentaments, limitades infraestructures de transport, salut i educació, i els impactes de l'Islam i el cristianisme, aquestes comunitats s'han mantingut i, a més, dècades, va augmentar el seu nombre - en una mesura molt més gran que el seu nivell de vida. Proporcionen excel·lents models de sostenibilitat sota circumstàncies objectivament adverses.